# Mycomya goethalsi
Mycomya goethalsi är en tvåvingeart som beskrevs av Vaisanen 1981. Mycomya goethalsi ingår i släktet Mycomya och familjen svampmyggor.
Artens utbredningsområde är Panama. Inga underarter finns listade i Catalogue of Life.